# António Henriques Gaspar
António Silva Henriques Gaspar (Pampilhosa da Serra, 6 de septiembre de 1949) es un magistrado portugués, actual presidente del Supremo Tribunal de Justicia de Portugal.

## Carrera
Magistrado del Ministerio Público de carrera, António Henriques Gaspar fue delegado del procurador de la República en Benavente, Montemor-o-Velho, Condeixa-a-Nova, Lousã, Pombal y Coímbra. Fue después juez de Derecho, estagiário, en Coímbra y, efectivo, en Figueira da Foz. Ejerció también las funciones de procurador de la República en el Círculo Judicial de Coímbra y en el Tribunal de la Relación de Coímbra.
Ocupó también diversos cargos internacionales, como agente de Portugal en el Tribunal Europeo de los Derechos del Hombre (1992 a 2003), Miembro del Comité Director de los Derechos del Hombre (1994 a 2003) y miembro del Comité Contra la Tortura de las Naciones Unidas (1998 a 2001).
Fue también procurador general adjunto en el Consejo Consultivo del Ministerio Público, en la Procuraduría General de la República, de 1987 a 2003.
Fue nombrado consejero del Supremo Tribunal de Justicia el 15 de marzo de 2003. Fue elegido Vicepresidente del Supremo Tribunal de Justicia en 2006, habiendo sido reelegido en 2009.
António Henriques Gaspar fue elegido Presidente del Supremo Tribunal de Justicia en 4 de julio de 2013, habiendo tomado posesión el 12 de septiembre de 2013 para un mandato de 5 años.